# Metiochodes striatus
Metiochodes striatus är en insektsart som beskrevs av Bhowmik 1970. Metiochodes striatus ingår i släktet Metiochodes och familjen syrsor. Inga underarter finns listade i Catalogue of Life.